# Weekly Shōnen Jump
Weekly Shōnen Jump (週刊少年ジャンプ, Shūkan Shōnen Janpu, estilizado em inglês como WEEKLY JUMP) é uma antologia semanal de mangás shōnen publicada pela editora Shueisha sob a linha de revistas "Jump Comics". É a revista que está há mais tempo em atividade, tendo sua primeira edição lançada em 1º de agosto de 1968. As séries de mangá da Weekly Shōnen Jump tem como público-alvo pré-adolescentes masculinos (a partir de 9 anos) e consistem em apresentar várias cenas de ação e quantidade considerável de comédia. Os capítulos das séries são coletados e publicados de dois a três meses em volumes em formato tankōbon.

## História
Weekly Shōnen Jump foi lançada pela primeira vez pela Shueisha em 2 de julho de 1968 e passou a competir com outras editoras de sucesso como a Weekly Shōnen Magazine e a Weekly Shōnen Sunday. Antes da vigésima edição, a revista era chamada simplesmente de Shōnen Jump, que era originalmente uma revista bissemanal e só veio a se tornar semanal em 1969.
Até a 13.ª edição, lançada em 2018, a revista havia registrado mais de 7,5 bilhões de cópias vendidas, tornando-se a revista de quadrinhos/mangás mais vendida, à frente de concorrentes como Weekly Shōnen Magazine e Weekly Shōnen Sunday. Os meados de 1980 para os meados de 1990 representam a época em que a circulação da revista atingiu seu pico, com 6,53 milhões cópias por semana, com um total de leitores de 18 milhões de pessoas no Japão. Desde então, experimentou um drástico declínio nas vendas físicas, em razão de diversos fatores como o modo de consumo de mangás que vem migrando para meios digitais desde 2014. Em 2016, houve uma circulação média de 2,2 milhões de cópias, e ao longo de 2021, a revista alcançava a média de 1,3 milhões de cópias por semana. Muitas das séries de mangás mais vendidos são originárias da Weekly Shōnen Jump.
A Weekly Shōnen Jump tem duas revistas-irmãs: Jump SQ (criada após a queda do Monthly Shōnen Jump) e a Saikyō Jump. A revista também tem suas publicações nos Estados Unidos, Canadá, Noruega, Suécia e Alemanha (neste último com o título de Banzai!).

## Table of Contents
Uma lista importante que tem muito efeito na revista é a TOC. O Table of Contents (sigla: TOC) é uma relação de mangás que sairão nas próximas edições da Shonen Jump. A ordem da tabela é baseada em pesquisas de popularidade das séries fazendo com que seja parecida com um ranking dos mangás da Shonen Jump. Porém, é necessário lembrar que alguns fatores que afetam a ordem são levados em conta:
- Pyu to Fuku! Jaguar ou KochiKame, por tradição, não são rankeados.
- O primeiro capítulo de determinado mangá praticamente sempre ganha capa, do segundo até o oitavo capítulos de uma nova série a sua posição na TOC já está decidida, a partir daí começa a ser afetada pela votação dos leitores.
- A popularidade de um mangá no oitavo capítulo passado afeta sua posição na TOC.
- Em algumas situações existe a probabilidade de os votos terem pesos considerando a idade do leitor.
- Uma série de outros fatores além das TOCs também determinam se o mangá está ou não fazendo sucesso, como por exemplo as vendas de seus volumes compilados.

## Títulos já publicados na revista

### Séries de mangás
A tabela a seguir lista as séries de mangá que tiveram maior circulação na revista Shōnen Jump. É uma lista do número de edições em que são serializadas e os números estimados de circulação dessas edições Shōnen Jump. Das séries listadas abaixo, apenas Bleach e Gintama começou sua serialização após a conclusão da era de ouro no final dos anos de 1990.
| Série de mangá                                    | Primeira Edição | Edição Final       | Edições | Circulação semanal (est.) | Circulação total (est.) |
| ------------------------------------------------- | --------------- | ------------------ | ------- | ------------------------- | ----------------------- |
| Kochira Katsushika-ku Kameari Kōen-mae Hashutsujo | #42, 1976       | #42, 2016          | 1960    | 3,117,207                 | 6 109 725 720           |
| JoJo's Bizarre Adventure                          | #1–2, 1987      | #19, 2003          | 752     | 4,801,765                 | 3 610 927 280           |
| One Piece                                         | #34, 1997       | present            | 1040    | 3 332 759                 | 3 175 460 142           |
| Dragon Ball                                       | #51, 1984       | #25, 1995          | 519     | 5 696 397                 | 2 956 430 000           |
| Naruto                                            | #43, 1999       | #50, 2014          | 700     | 3 284 492                 | 2 299 144 444           |
| Bleach                                            | #36–37, 2001    | #38, 2016          | 698     | 3 127 815                 | 2 183 214 876           |
| Dragon Quest                                      | #45, 1989       | #52, 1996          | 349     | 5,971,250                 | 2 083 966 250           |
| Gintama                                           | #2, 2004        | #42, 2018          | 704     | 2 825 175                 | 1 988 923 401           |
| Slam Dunk                                         | #42, 1990       | #27, 1996          | 276     | 6,110,000                 | 1 686 360 000           |
| Kinnikuman                                        | #22, 1979       | #21, 1987          | 387     | 3 963 359                 | 1 533 820 000           |
| Rurouni Kenshin                                   | #19, 1994       | #43, 1999          | 255     | 5 566 784                 | 1 419 530 000           |
| Yu-Gi-Oh!                                         | #42, 1996       | #15, 2004          | 343     | 4 035 569                 | 1 384 200 000           |
| Hunter × Hunter                                   | #14, 1998       | presente(em hiato) | 390     | 2,895,187                 | 1 129 122 930           |
| Hokuto no Ken                                     | #41, 1983       | #35, 1988          | 245     | 4 536 857                 | 1 111 530 000           |
| City Hunter                                       | #13, 1985       | #50, 1991          | 193     | 4,940,743                 | 953 563 399             |
| Captain Tsubasa                                   | #18, 1981       | #37–38, 1997       | 178     | 4 649 038                 | 827 528 750             |
| Saint Seiya                                       | #1, 1986        | #49, 1990          | 110     | 4 801 000                 | 528 110 000             |

### Séries atuais
Há atualmente 19 títulos sendo publicados na Weekly Shōnen Jump. Hunter × Hunter vem sendo publicado irregularmente desde 2006. Ruri Dragon desde 2022. Burn the Witch publicou uma temporada, compilada em um volume único, e está pausado desde então.
| Série                                                                        | Autor(es)                        | Início            |
| ---------------------------------------------------------------------------- | -------------------------------- | ----------------- |
| One Piece (ワンピース, Wan Pīsu)                                             | Eiichirō Oda                     | Agosto de 1997    |
| Hunter × Hunter (ハンター×ハンター, Hantā Hantā)                             | Yoshihiro Togashi                | Março de 1998     |
| Missão: Familia Yozakura (夜桜さんちの大作戦,Yozakura-san Chi no Daisakusen) | Hitsuji Gondaira                 | Agosto de 2019    |
| Undead Unluck (アンデッドアンラック, Andeddo Anrakku)                        | Yoshifumi Tozuka                 | Janeiro de 2020   |
| Me & Roboco (僕とロボコ, Boku to Roboco)                                     | Shuhei Miyazaki                  | Julho de 2020     |
| Burn the Witch                                                               | Tite Kubo                        | Agosto de 2020    |
| Sakamoto Days (SAKAMOTO DAYS)                                                | Yuto Suzuki                      | Novembro de 2020  |
| The Elusive Samurai (逃げ上手の若君, Nige Jōzu no Wakagimi)                  | Yūsei Matsui                     | Janeiro de 2021   |
| Witch Watch (ウィッチウォッチ, Witchi Watchi)                                | Kenta Shinohara                  | Fevereiro de 2021 |
| Blue Box (アオのハコ, Ao no Hako)                                            | Kōji Miura                       | Abril de 2021     |
| Akane-banashi (あかね噺)                                                     | Yūki Suenaga, Takamasa Moue      | Fevereiro de 2022 |
| RuriDragon (ルリドラゴン, Ruridoragon)                                       | Masaoki Shindo                   | Junho de 2022     |
| Kill Blue (キルアオ, Kiru Ao)                                                | Tadatoshi Fujimaki               | Abril de 2023     |
| Nue's Exorcist (鵺の陰陽師, Nue no Onmyōji)                                  | Kōta Kawae                       | Maio de 2023      |
| Kagurabachi (カグラバチ)                                                     | Takeru Hokazono                  | Setembro de 2023  |
| Super Psychic Policeman Chojo (超巡！超条先輩, Chōjun! Chōjō Senpai)         | Shun Numa                        | Fevereiro de 2024 |
| Astro Royale (願いのアストロ, Negai no Asutoro)                              | Ken Wakui                        | Abril de 2024     |
| Ultimate Exorcist Kiyoshi (悪祓士のキヨシくん, Ekusoshisuto no Kiyoshi-kun)  | Shōichi Usui                     | Junho de 2024     |
| Yokai Buster Murakami (妖怪バスター村上, Yōkai Basutā Murakami)              | Daiki Ihara                      | Junho de 2024     |
| Hima-Ten! (ひまてん！)                                                       | Genki Ono                        | Julho de 2024     |
| Hakutaku (白卓 HAKUTAKU)                                                     | Kōki Ishikawa                    | Setembro de 2024  |
| Ichi the Witch (魔男のイチ, Madan no Ichi)                                   | Osamu Nishi, Shiro Usazaki       | Setembro de 2024  |
| Shinobi Undercover (しのびごと, Shinobigoto)                                 | Ippon Takegushi, Santa Mitarashi | Setembro de 2024  |

## Séries de jogos
- Jump Super Stars
- Jump Ultimate Stars
- Battle Stadium D.O.N
- J-Stars Victory Vs
- Jump Force